# Pavel Kolchin
Pavel Konstantinovich Kolchin (em russo: Павел Константинович Колчин; Iaroslavl, 9 de janeiro de 1930 – Otepää, 29 de dezembro de 2010) foi um esquiador cross-country russo. Ganhou a medalha de ouro nos Jogos Olímpicos de Inverno de 1956, representando então a União Soviética. Competiu durante os anos 1950 e 1960, treinando no Dínamo de Moscou.
Sua medalha de bronze na prova dos 15 km nas Olimpíadas de Inverno de 1956 foi a primeira obtida por um esquiador não-Escandinávio (Finlândia, Noruega ou Suécia) no esqui cross-country.
Kolchin morreu em dezembro de 2010 na Estônia.